# Filippo Sassetti
Filippo Sassetti (Firenze, 26 settembre 1540 – Goa, 3 settembre 1588) è stato un mercante, linguista e viaggiatore italiano.

## Biografia
In patria si distinse per la sua partecipazione ai dibattiti culturali delle varie accademie fiorentine dell'epoca, in occasione dei quali scrisse un Discorso sopra Dante e si distinse per una sua traduzione della Poetica di Aristotele. Studiò a  Firenze e a Pisa ed entrò nell'Accademia degli Alterati. Lo pseudonimo che scelse, Assetato, mostra il suo profondo desiderio di conoscenza. Quando i portoghesi abolirono il monopolio del pepe Filippo lasciò l'Italia per trasferirsi a Lisbona e nel 1582 decise di  partire per l'India; tuttavia, anziché arrivare lì, si ritrovò dopo un viaggio di 5 mesi in Brasile. Ci riprovò l'anno seguente giungendo nel 1583 a Cochin, capitale del regno del Malabar e poi a Goa. In Oriente Sassetti non riuscì ad avviare nessuna attività redditizia: a fine Cinquecento l'epoca dei facili guadagni era ormai conclusa e l'India era diventata preda dei portoghesi. Sassetti cominciò allora ad occuparsi di piccoli commerci tra l'India e Firenze: spedì mobili, scatole, stoffe, oggetti vari, con scarsi risultati: pur non riuscendo a far fronte all'enorme richiesta di prodotti, non aveva uno spiccato senso degli affari. La delusione per i mancati guadagni economici lo incoraggiò ad osservare e ad approfondire la conoscenza della civiltà indiana, e nella corrispondenza con parenti e amici inviando lettere contenenti informazioni preziose sul paese.

## Interessi e studi
Trascrisse parti di un trattato botanico in sanscrito, si occupò per primo in Italia del bambù e dell'ananas di cui descrisse i pregi al Granduca. Si interessò anche della pesca e della raccolta di perle. Fu tra i primi europei a studiare il sanscrito, l'antica lingua indiana. Nel 1585 notò similitudini tra alcune parole sanscrite ed italiane (es. deva/dio, sarpa/serpe, sapta/sette, ashta/otto, nava/nove). Le sue osservazioni anticiparono la scoperta della famiglia linguistica indoeuropea.  
Fu il primo a interessarsi di medicina tradizionale e di alimentazione indiane, apprezzò la cucina locale e rifletté sull'alimentazione vegetariana.
Progettò di ritornare a Firenze passando per la Malesia e la Cina, ma morì di malattia a Goa nel 1588.
Filippo Sassetti fu anche scrittore: tra le sue opere, Vita di Francesco Ferrucci e Discorso contro l'Ariosto.